# Свети Никола (Зързе)
Вижте пояснителната страница за други значения на Свети Никола.
„Свети Никола“ (на македонска литературна норма: „Свети Никола“) е средновековна православна църква, метох на Зързенския манастир, Северна Македония. Църквата е под управлението на Преспанско-Пелагонийската епархия на Македонската православна църква – Охридска архиепископия.

## История
Времето на изграждането на църквата е неизвестно. Ктиторският надпис, който се е намирал над западната врата на црквата от вътрешната страна, е унищожен с разширяването на входа на сградата на запад. Църквата е изградена преди 1535 година – годината на поръчване на иконостаса, съдейки по османските дефтери, според които църквата „Свети Никола“ е дадена за управление в 1459 година на Яков, Йован и Митрофан. Също така на северната страна на църквата е открита фрескоикона на Богородица Одигитрия, изписана от Драгослав в 1368/69 година, зографът от притвора на манастирската църква „Свето Преображение“.
В XVI век, преди 1535 година, към малката селска църквичка от северната страна е дозидан параклис, с по-слаба зидария от дялан камък. Покрит е с един скат в продължение на северния дял от покрива на църквата „Свети Никола“. Зографът Онуфрий е оставил свое дело и на източния зид, изобразявайки Богородица ширшая небес в олтарната нища, а под нея Тайната вечеря между Свети Йоан Милостиви и Свети Ахил.
В първата половина на XVII век на западната фасада на църквата е изобразена композицията Страшният съд, която е разположена в четири зони. С разширяването на входа, тази композиция в голяма част е унищожена. За защита на фреските пред църквата и параклиса е изграден затворен трем.
На южната фасада, в нейния източен дял е вграден античен архитектурен елемент, намерен в непосредствена близост в местността Латинска църква. Представлява надгробна плоча от бял мрамор, обработена релефно с изображение на човешка глава и част от човешки торс. Надгробната плоча е с щит и квадратно поле. В щита има две изправени фигури и между тях съд, а в квадратното поле шест фигури също простум. Под тях има двама конници един срещу друг. Върху плочата личат и следи от старогръцки надпис.

## Архитектура
Църквата е разположена непосредствено над селото Зързе, на малко възвишение, от неговата северозападна страна. Строежът ѝ е минал през три фази. Най-старата е малка еднокорабна сграда с правоъгълна основа и размери 3,74 х 5,30 метра, изградена върху значително по-големи основи. Градена е от речен камък и варов хоросан, като в ъглите има дялан и отчасти дялан камък. За симса, монофорите и частите над вратата е употребен бигор. Засводена е с полукръгъл свод и двускатен покрив. Наосът с олтарното пространство е много малък – 2,52 х 4,00 метра. На изток има ниска полукръгла апсида, покрита с каменни плочи. Тя е централно поставена към наоса, докато отворът за осветяване е асиметричен и е украсен с дялан бигор и керемиди или тухли. Над апсидата има още един отвор със същата декорация. Наосът се осветява с още три малки отвора на южната фасада на височина на медальоните с размери 16-19 х 36 cm и един отвор в по-ниската зона с размери 52 х 44 cm. Олтарната ниша е с дълбок полукръг и вградена честна трапеза. Отляво в малка полукръгла ниша е проскомидията.

## Живопис
Църквата е изписана цялостно към средата на XVI век от зографа Онуфрий Аргитис. Малките размери не позволяват широк опус на сцените. В олтарното пространство има фигури и композиции, в наоса светци, медальони с допоясни изображения на светци и сцени от Големите празници. Во първата зона в наоса са представени светци в цял ръст, от които по-забележителни са на южната стена патронът на църквата Свети Никола на трон между бюстовете на Христос и Богородица, които го даряват, на северната стена Исус Христос на трон като спасител между Свети Йоан Кръстител и Богородица. Също на северната стена като свети войни мъченици са изобразени Свети Меркурий, Свети Димитър и Свети Георги, а на южната Свети Теодор Тирон, Свети Теодор Стратилат и на края Севта Параскева – Петка с отсечена глава в ръцете. В най-ниската зона в олтарното простраство е композицията Жертва на Свети Йоан Златоуст и Свети Василий Велики с копие в лявата и малкия Христос в дясната ръка като евхаристична жертва. На южната стена са Свети Атанасий и Свети Кирил Александриски както и Свети Спиридон Чудотворец с голям кръст в дясната ръка, а на северния зид са представени Свети Григорий Богослов и сцената Видение на Свети Петър Александриски. В полукалотата на апсидата е изобразена Богородица по-широка от небесата с Христос Емануел в медальон на гърдите.
Във втората зона в медальоните със светци и пророци в допоясни фигури. Част от тях са унищожен с разширяването на църквата на запад. Поради малките размери на църквата сцените от цикъла на Големите празници заемат и долните дялове на свода. Така Големите празници са с 12 сцени, Благовещението е на източния зид, а над него на височина на медальоните са Рождество и Сретение Господне. Кръщението, Преображението, Възкресение Лазарово и Влизането в Йерусалим са на южния зид, а на западния е Успение Богородичино между Йоан Дамаскин и Свети Козма Маюмски. На северния зид цикълът продължава с Разпятие, Оплакване, Слизане в ада и Noli me tangere. В централния дял на свода в медальон е изрисуван Исус Христос Вседържител, а около него са четиримата евангелисти, които държат отворени книги с началата на евангелията им.

## Иконостас
Наосът е отделен от олтарното пространство с дървен иконостас от времето по изписването на црквата. На дейсисната плоча се намира надпис, според който в 1535/6 година йеромонах Яков и синът му дякон Йове поръчали да се изпише иконостасът. Дванадесетте апостоли са на плоча, на която централно място заема дейсисът, вляво от Богородица са апостолите Петър, Йоан Богослов, Лука, Андрей, Вартоломей и Тома и вдясно от Йоан Кръстител Апостол Павел, Матей, Марко, Симеон, Яков и Филип. Само Исус Христос е на златен фон, докато другите са на червен и тъмно синьозелен фон. В това време са изписани и царските двери за иконостаса.